# Balneario Argentino
Balneario Argentino es un balneario uruguayo del departamento de Canelones. Mayormente despoblado, cobra vida en la temporada de verano cuando llegan turistas principalmente de Uruguay, algunos argentinos y brasileños.

## Ubicación
El balneario se encuentra localizado al sureste del departamento de Canelones, sobre la costa del Río de la Plata, a la altura del km 75 de la ruta Interbalnearia. Limita al este con el balneario Jaureguiberry y al oeste con el de Santa Ana.

## Geografía
El balneario cuenta con amplias y soleadas playas de arenas blancas no muy finas, que están bordeadas por aguas templadas. En los días calmos de verano, el agua puede verse de color verde transparente, mientras que los días no tan calmos o de tormentas, el agua adquiere un color marrón muy característico del Río de la Plata. La arena de la playa está separada del resto del balneario por terraplenes de arcilla, que van desde los pocos centímetros a más de cinco metros. Sobre la playa existen varias zonas rocosas donde se práctica la pesca deportiva.

## Población
Según el censo de 2011 el balneario contaba con una población de 68 habitantes.
| 29            | 28 | 38 | 38 | 68 |
| (Fuente: INE) |    |    |    |    |

## Economía
La actividad económica del balneario se basa en el alojamiento, la pesca artesanal, la construcción y el comercio. Se encuentra ubicado en el balneario el Complejo Turístico El Delirio, con cabañas, restaurante, piscina, videoclub, etc. Muchas casas particulares son alquiladas en los meses de enero y febrero.

## Transporte
El balneario es atendido por las líneas 712 y 713 de la empresa COPSA, que lo unen con Montevideo. También se puede llegar por la ruta Interbalnearia en los servicios interdepartamentales que atienden Piriápolis y Punta del Este.
La compañía SATT tiene la línea departamental 7 que pasa por este balneario en su ruta de Jaureguiberry a Atlántida.

## Fauna y flora
La forestación está formada por pinos, eucaliptos y acacias. Varias especies conforman la fauna local entre ellas aves como el hornero y el dormilón; roedores como ratas de campo, comadreja y liebre, víboras como la culebra y la parejera. En otoño se pueden encontrar varias clases de hongos.